# 法蘭·冼佳亞
法蘭·穆罕默德·冼佳亞（英語：Frank Mohammed Sinclair，1971年12月3日—），是一名職業足球員，現時在英議北的巴基利鎮效力。在2013-15年曾任哥雲灣的球員兼領隊。
冼佳亞曾是英超後衛，曾效力多支英超球會，包括車路士和李斯特城。雖然有資格代表英格蘭，但他最終選擇代表牙買加並出戰1998年世界盃足球賽。
冼佳亞曾多次在英超賽場中擺烏龍，因此有烏龍王之稱。當中包括在對米杜士堡的聯賽中以一記無厘頭的回傳令門將獲加反應不及而入網，球隊以此球以0:1落敗。他效力車路士和李斯特城期間曾5度擺烏龍，其中他更以3次烏龍成為李斯特城歷年來的英超烏龍王。

## 外部連結
- 足球数据库：法蘭·冼佳亞的球员统计数据
- Profile on The Official Reggae Boyz Supporterz Club website （页面存档备份，存于）
- Unofficial Frank Sinclair Profile[永久] at The Forgotten Imp （页面存档备份，存于）